# Leptocerus souta
Leptocerus souta là một loài Trichoptera trong họ Leptoceridae. Chúng phân bố ở miền Australasia.